# Ahrend
Koninklijke Ahrend B.V., eerder Wed. J. Ahrend & Zoon, is een internationaal opererende Nederlandse handelsfirma in duurzame projectinrichting die over productiefaciliteiten beschikt in Sint-Oedenrode, Praag en Jiangsu Taicang (China) en een Circulaire Hub in Veghel.

## Geschiedenis

### Beginjaren
Het geslacht Ahrend was oorspronkelijk een Oost-Fries geslacht van molenaars, woonachtig te Uppum. Tijdens de napoleontische tijd trok Johann Ahrend Arjes naar Dithmarschen om de dienstplicht te ontlopen. Veel van zijn kinderen werden zeeman, en een daarvan was de grootvader van Jacobus Ahrend, die naar Nederland uitweek. Ook hij was zeeman, evenals zijn zoon Jacobus Ahrend sr. (1845-1891) die in Den Helder woonachtig was. De weduwe van deze Jacobus was Gerardina Ahrend-Makelaar, de weduwe in de bedrijfsnaam. Zij was de moeder van Jacobus Ahrend, de stichter van het bedrijf, en van Dirk Ahrend, die ook een rol bij de oprichting speelde.
Jacobus werkte eerst in een manufacturenwinkel en later in een boekhandel, waar veel marinemensen kwamen. In 1894 begon hij als jongste bediende in de zeevaartkundige boekhandel Stemler. In 1895 verhuisde het gezin naar Amsterdam, waar in de huiskamer aan de Haarlemmerweg in 1896 het eerste kantoor van genoemde firma zou verrijzen. Het was een agentuur in schilders- en teekenbehoeften. Het ging hierbij onder meer om tekentafels en Nestler rekenlinialen. Jacobus' broer Dirk speelde een rol bij de oprichting, maar ging in 1898 weer varen. Toen Dirk in 1897 tijdelijk naar Zuid-Afrika vertrok nam Jacobus Ahrend de leiding over. Omdat hij nog minderjarig was kwam de naam van zijn moeder in de firmanaam. In 1897 verwierf Ahrend de agentuur voor Richter passerdozen. Een bakfiets was zijn eerste transportmiddel. Tekentafels van Schäuffele en blauwdrukken werden eveneens geleverd. Einde 1897 verhuisde het kantoor naar een zolder op Gebouw Mercurius aan de Prins Hendrikkade te Amsterdam.
Omstreeks 1900 ontplooide Jacobus een veelvoud aan activiteiten, waaronder een technische boekhandel en een fabriek van technische papieren, alsmede een overzeesche afdeeling, gericht op de koloniën. Tot het assortiment behoorden nautische instrumenten en zelfs een 'typewriter' van het merk Odell. De reproductie-inrichting verkreeg in 1904 het grootste apparaat hier te lande voor blauwdrukken, die zelfs elektrisch belicht werden, waar dit voorheen met zonlicht geschiedde. In 1906 kwam er een elektrische steendrukkerij, ofwel een inrichting tot graphotypie. In 1909 werd verhuisd naar een groter pand aan de Singel. In 1910 werd een uitgeverij opgericht, nadat al sinds 1904 enkele technische werken waren verschenen.

### Kantoorinrichting
De groeiende onderneming richtte vanaf 1913 ook filialen buiten Amsterdam op, het eerst in 's-Gravenhage. In 1923 volgde Rotterdam. Tijdens de Eerste Wereldoorlog werd een fabriek voor lichtdrukpapier opgezet, maar die werd in 1918 afgestoten. In 1921 opende Ahrend echter een fabriek te Hilversum, die allerlei drukkerij- en lichtdrukactiviteiten in zich verenigde. Dit werd de Fabriek en Drukkerij 'De Globe'.
Ondertussen werd het assortiment steeds meer uitgebreid, onder meer met meteorologische en optische instrumenten, zoals een astro-photografische camera en de Fits-U glaspince-nez. Daarnaast leverde men mechanische rekenapparaten zoals de Kuli optel- en vermenigvuldigmachine. Ook de wonderlijke Lambert-schrijfmachine met cirkelvormig toetsenbord kon worden geleverd. Daarnaast verkocht men de Klino tekentafel die, naar een Nederlands patent, in alle standen instelbaar was. Via de door Ahrend uitgegeven serie: Weten en Kunnen, was men onder meer in staat om een photographietoestel te vervaardigen. Vanaf 1924 werden ook radiotoestellen verkocht.
Pas in 1926 verschenen de eerste kantoormeubelen in het assortiment, die via De Globe werden aangeboden, afgezien van de reeds ver voordien leverbare tekeningkasten. Een ergonomische stoel, de Tan Sad 'Doe Meer' stoel, werd uit Engeland geïmporteerd. Hoewel aan de stap naar kantoorinrichting slechts risicospreiding ten grondslag lag, bleek dit een goede greep, daar zich op dit gebied een omwenteling aan het voltrekken was. Deze bestond uit technische vernieuwingen en de invoering van kunstlicht, alsmede de toepassing van ergonomische inzichten. Ook kon door de invoering van functionele systemen de doelmatigheid van de kantoorarbeid worden vergroot. Daarnaast werd meer aandacht aan vormgeving besteed, waarvan Gispen een exponent was op het gebied van stalen stoelen. Stalen meubelen zouden pas in de jaren 30 van de 20e eeuw, mede onder invloed van de nieuwe zakelijkheid. Ook de introductie van de centrale verwarming droeg bij tot het ontwikkelen van vakmanschap op het gebied van het verwerken van stalen buizen. Naast Gispen begon ook de verwarmingsinstallateur Jan Schröfer met de productie van stalen buismeubelen onder de naam De Cirkel. Daarnaast was Oda een opkomende fabrikant van stalen kantoormeubelen, zoals kasten.

### Industrie

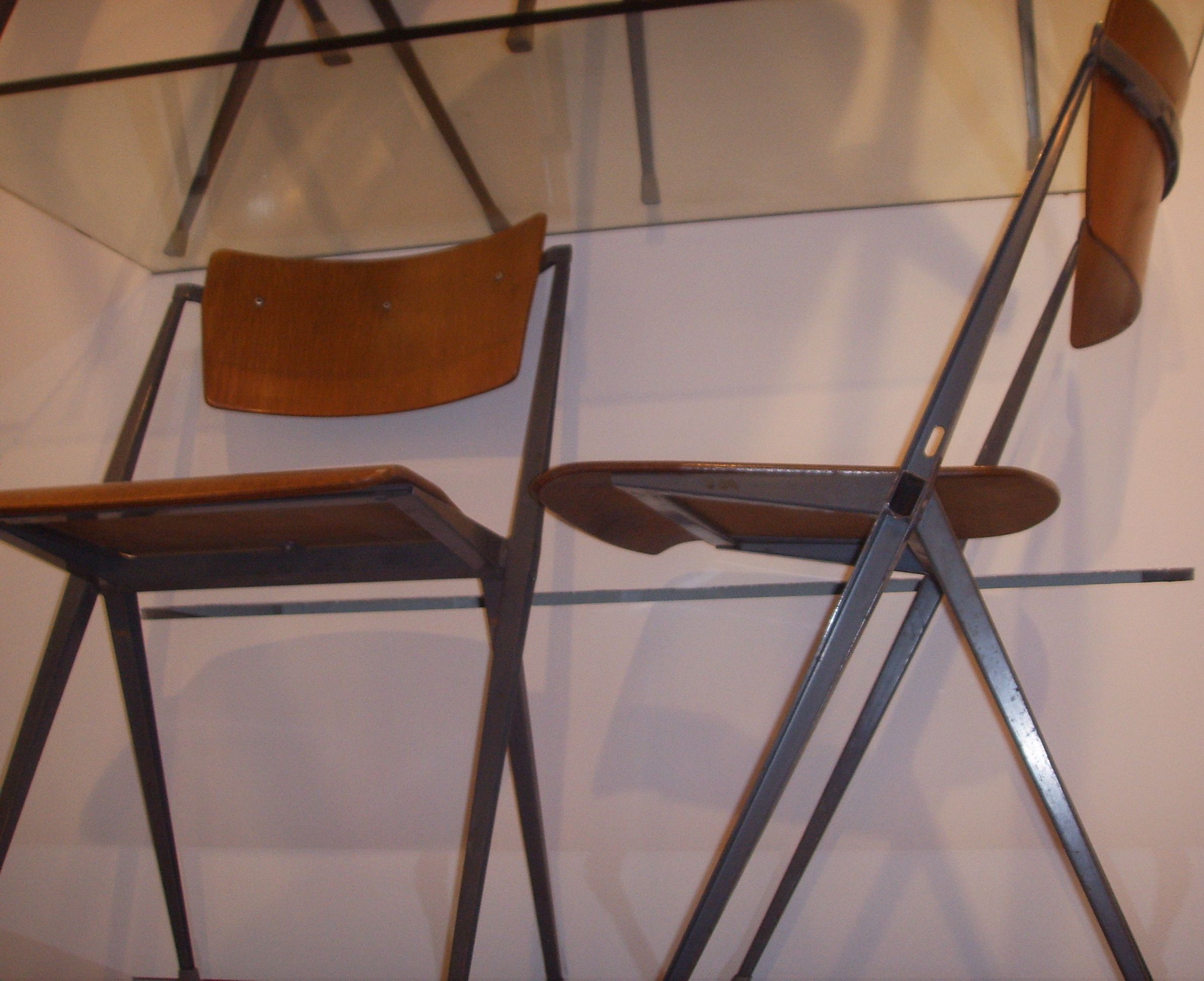
Ahrend-De Cirkelstoel, ontworpen door Wim Rietveld

Ahrend importeerde vanaf het einde der jaren 1920 de Engelse stoel Tan Sad, maar begon al snel ook de Zitnorm A stoel van De Cirkel te verkopen, een ergonomische kantoorstoel die tot zitten noodt. Ook Oda meubelen werden door Ahrend verkocht. Na 1930 raakte Ahrend ook financieel steeds meer verweven met de toeleverende bedrijven Oda en De Cirkel. Terwijl Oda het vooral van vakkennis op het gebied van plaatswerk moest hebben, was De Cirkel sterk op ontwerp gericht, waarbij elementen van Bauhaus en De Stijl niet ontbraken. Daarnaast was er Ahrends eigen bedrijf De Globe, dat zich onder meer bezig ging houden met kaartsystemen, opbergmappen en dergelijke. In 1937 ging dat bedrijf Ahrend-Globe heten. Vernieuwingen op lichtdrukgebied werden gestimuleerd door samenwerking met Van der Grinten Océ doch deze samenwerking was niet bijzonder intens. In de jaren 1930 kwam Ahrend met de Rectophot, een voorloper van de kopieermachine. Hierna volgde de stencilmachine.
Door de specialisatie in kantoorinrichting kreeg Ahrend te maken met concurrenten als Gispen (kantoormeubelen) en Blikman & Sartorius (kantoorartikelen). Gispen kwam van productie tot verkoop, Ahrend zocht het in achterwaartse integratie, door zich nauwer met de productie te verbinden, met name met Oda en De Cirkel.
De Tweede Wereldoorlog bracht een verbod op de productie van stalen meubelen met zich mee. Engeland en de koloniën vielen als markt weg en de Rotterdamse vestiging was bij het bombardement op Rotterdam vernield. Er werd in de oorlogsjaren veel voor de Duitse bezetter gewerkt. Een positief effect hiervan was dat werknemers niet verplicht werden in Duitsland te gaan werken. Na 1943 namen de Duitse orders af, materiaalschaarste speelde een steeds grotere rol. Nadat Zuid-Nederland in september 1944 was bevrijd viel ook die afzetmarkt weg.

### Wederopbouw
Na de Tweede Wereldoorlog werden de activiteiten van Ahrend door de zuiveringsraad beoordeeld. In het algemeen was er geen sprake van collaboratie, maar vaak wel van opportunistisch en ruggegraatloos gedrag. In 1946 overleed de Oda-oprichter Harry van de Kamp, waarop Ahrend de strijd begon om meer grip op Oda te krijgen.
In 1948 werd Ahrend geherstructureerd en veranderde van naam in Wed. J. Ahrend & Zoon's Industrie en Handelsvereniging, waarbij de Amsterdamse Handelsvereniging als houdstermaatschappij optrad, die in 1947 door Jacobus Ahrend was opgericht. Er werd een netwerk van filialen geopend in Nederland. De vraag naar producten was groot, maar de aanvulling van de voorraden baarde zorg.
In 1953 kreeg Ahrend een aandeel in De Atlas, een fabriek van lichtdrukpapier en lichtdrukmachines die eigendom was geweest van IG Farben. Hierdoor kon de concurrentie met Océ worden aangegaan.
In 1954 nam Ahrend deel in de NV Pavada, die laboratoriummeubelen vervaardigde.
De Royal McBee schrijfmachine was minder succesvol. Het Amerikaanse bedrijf bouwde in Nederland een fabriek voor deze machines, die echter al snel de bijnaam boemerang kregen, daar vele exemplaren werden teruggezonden vanwege fabricagefouten.
In 1956 werd deelgenomen in Kiels Fijnmechanische Industrie ofwel Ankerslot te Hengelo, dat daarna onder de naam Ahrend-Anker verderging. Hier werden cilindersloten vervaardigd. Ook werd een fijnmechanische werkplaats opgezet. In 1962 kocht Ahrend de aandelen van instrumentmakerij De Koningh te Arnhem, waar geodetische instrumenten werden vervaardigd. In 1965 werd de firma Hans van Gogh overgenomen, welke medische instrumenten vervaardigde. Na deze periode van expansie volgde consolidatie.
Ahrend maakte naam met fraai vormgegeven producten, die vooral van De Cirkel afkomstig waren.
In 1956 overleed Jacobus Ahrend, en er brak een langdurige en soms onverkwikkelijke strijd uit tussen Oda en Ahrend. Pas in 1967 werd Oda evenals De Cirkel in de nieuw gevormde Ahrend Groep opgenomen. Dit alles vond plaats na moeizame en jarenlange onderhandelingen.

### Integratie
Na de fusie steeg wel de omzet, maar niet de winst. Er waren hoge reorganisatiekosten. Het personeelsbestand nam af van 3000 in 1970 tot 2300 in 1979. Uitgeverij Kosmos werd afgestoten. Ook in 1979 werd nog verlies gemaakt.
De concurrentie was ondertussen beperkt tot een paar ondernemingen. Op het terrein van kantoorinrichting bestonden nog Gispen en Aspa-Samas, en stoelen werden nog geleverd door Gispen en Artifort. Vooral Samas expandeerde vrij snel. Ahrend kwam met het Mehes-systeemmeubilair (mobility, efficiency, humanisation, environment, standardisation), ontworpen door Friso Kramer. In 1973 kwam de AKD-stoel, een aan ergonomische standaards aangepaste kantoorstoel, ontworpen door Friso Kramer en Henk Verkerke.
In 1971 werd het bedrijf Bomefa te Kampen overgenomen, dat bibliotheekinventarissen maakte.
De slechte resultaten noopten tot samenwerking met andere handelsmaatschappijen, hetgeen in 1972 leidde tot gesprekken met Ogem en Bührmann-Tetterode. De besprekingen tot verkoop van Ahrend aan deze maatschappijen verliepen teleurstellend, en in 1974 kwam hier een eind aan. Daarna volgden besprekingen met het Engelse Spicers Ltd., een onderdeel van Reed International. Ook deze liepen op niets uit. Ondertussen verergerde de situatie en werd op het vermogen ingeteerd, met als rampjaar 1979.
Na 1979 raakte de Nederlandse economie in een recessie en ontstond massale werkloosheid, waardoor ook investeringen in kantoorinrichting uitbleven. In dezelfde tijd begon de kantoorautomatisering zich aan te kondigen. Systeemmeubelen werden belangrijk. De concurrenten Gispen en Samas kwamen met nieuwe meubellijnen en ook bij Ahrend werd in toenemende mate nadruk op vormgeving gelegd. De lijnen Libra, Synta, Athos en Ahrend 100 werden ontwikkeld, en Mehes werd vernieuwd tot Mehes Plus. Ook werden er saneringen doorgevoerd. Na 1983 kwam Ahrend weer in de zwarte cijfers. Eind jaren 80 van de 20e eeuw brak de PC door op het kantoor. Ook werd de export nu bevorderd en een grote order voor de Hong Kong and Shanghai Banking Corporation was een belangrijke impuls. Uiteindelijk ontwikkelde Ahrend zich van een houdstermaatschappij in 1985 tot een internationale handelsonderneming in kantoorinrichting met eigen fabrieken in 1995. Gedurende deze tijd trachtte Bührmann-Tetterode een meerderheid van de aandelen te verwerven, maar in 1994 kon Ahrend zich hiervan losmaken.
In 2005 verkocht Ahrend haar divisie Office Supplies aan het Franse Lyreco. Daarnaast verkochten zij ook de reproductiedivisie welke nu onder Rijnja Repro valt. Sindsdien ligt de focus van de onderneming op projectinrichting.

## Vestigingen

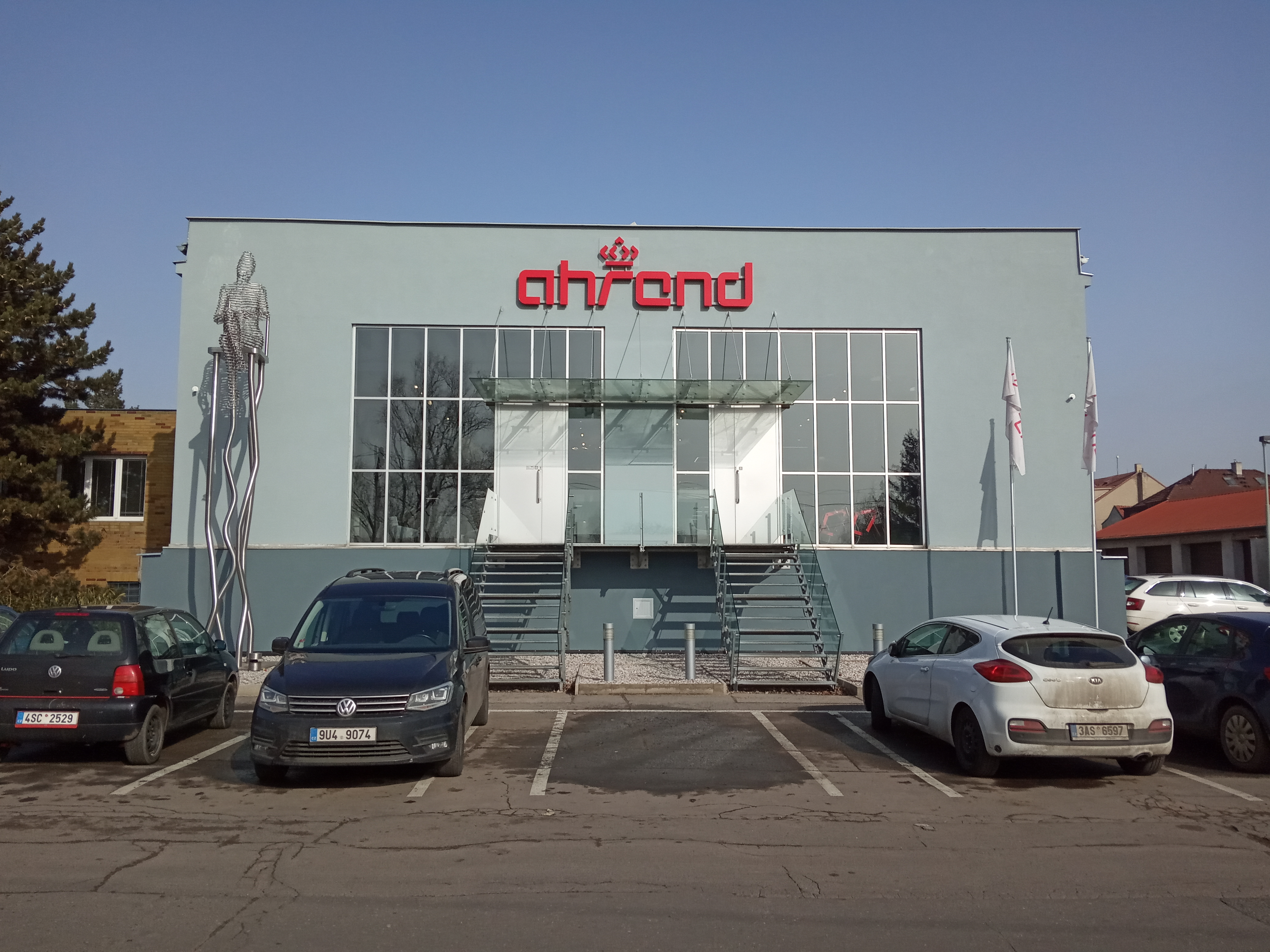
Ahrend vestiging in Praag

Ahrend is actief in West-Europa, Centraal- en Oost-Europa, Singapore, China en de Verenigde Arabische Emiraten.
De vestigingen van Ahrend in Nederland zijn:
- Sint-Oedenrode: Fabriek voor meubelen, het voormalige Oda
- Sint-Oedenrode: Hoofdkantoor en showroom
- Arnhem: Fabriek voor schoolmeubelen
- Amsterdam-Zuidoost: Ahrend Inspiration Centre
- Culemborg: Inspiration Centre
- Veghel: Circulaire hub

De fabriek voor stoelen, het voormalige De Cirkel te Zwanenburg, werd in 2016 gesloten. Er gingen daarmee 134 banen verloren.
Wereldwijd heeft Ahrend vestigingen in:
- België, Brussel
- Duitsland, Düsseldorf
- Frankrijk, Parijs
- VK, Londen en Manchester
- Tsjechië, Praag
- Roemenië, Boekarest en Cluj
- Slovakije, Bratislava
- Polen, Warschau
- Hongarije, Budapest
- China, Shanghai en Jiangsu Taicang
- Singapore
- Dubai

HAL Trust is sinds 2001 een aandeelhouder in Ahrend. In 2003 had het bedrijf van 77% van de aandelen in handen. Anno 2023 was dit opgelopen tot 96%. In 2004 telde de organisatie circa 1.650 FTE werknemers, dit was in 2022 gedaald tot ongeveer 1.260. De omzet was in 2011 bijna gehalveerd vergeleken met 2003, van zo'n € 375 miljoen naar € 213 miljoen. Mede als gevolg van verkoop van activiteiten.. In februari 2012 maakte Ahrend een herstructurering bekend, waarbij ongeveer 175 arbeidsplaatsen verloren zouden gaan.. In 2022 kwam de omzet uit op € 320 miljoen mede door de in de tussenliggende jaren gerealiseerde overnames van Gispen, Presikhaaf Schoolmeubelen en Roels. De geconsolideerde omzet in 2024 kwam uit op € 273,7 mln, een daling van 7 % ten opzichte van 2023 (€ 294,8 mln).

## Duurzaamheid en circulariteit
Koninklijke Ahrend speelt een vooraanstaande rol op het gebied van duurzaamheid en circulaire economie. Ahrend past circulair design toe vanaf de tekentafel, waarbij meubelen modulair, demontabel ontworpen worden en waar voor zoveel mogelijk duurzame materialen gekozen wordt. Zo kunnen de meubels zo lang mogelijk gebruikt worden en hebben ze een lagere milieuvoetafdruk. Het bedrijf richt zich om die reden steeds meer op het bieden van circulaire diensten, zoals het terugnemen en opknappen van gebruikt meubilair, en het leveren van refurbished producten. Een voorbeeld hiervan is hun Circular Hub in Veghel, een 12.000 m² grote faciliteit waar gebruikt meubilair wordt opgeknapt. In 2024 werden hier meer dan 70.000 meubelstukken opgeknapt, wat resulteerde in een CO₂-reductie van 40% tot 90% ten opzichte van nieuw meubilair. 
Ahrend heeft zich gecommitteerd aan de Science Based Targets initiative (SBTi) met als doel om in 2050 netto nul CO₂-uitstoot te bereiken. Het is het eerste bedrijf in de Nederlandse kantoormeubelbranche met officieel goedgekeurde CO₂-reductiedoelen volgens het SBTi. Sinds 2018 is de uitstoot van hun eigen productielocaties en wagenpark met 56% verminderd. Daarnaast zijn ze bezig met het vergroenen van energieverbruik in hun internationale productielocaties in Praag en Shanghai. 
Deze aanpak helpt klanten bij het behalen van hun duurzaamheidsdoelstellingen en draagt bij aan een circulaire economie. 